# Everglades

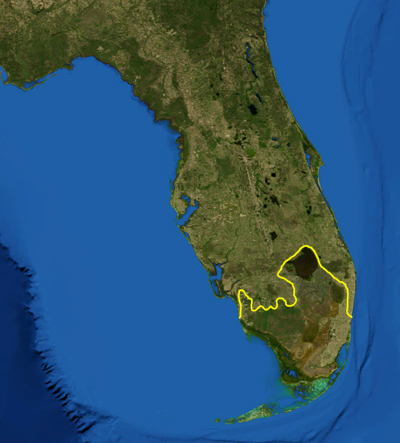
Mapa de los Everglades - Imagen por satélite de la NASA.

Everglades es una región natural de humedales tropicales en la parte sur del estado de Florida, EE. UU., que comprende la mitad sur de una gran cuenca de drenaje dentro del dominio neotropical. El ecosistema que forma no se encuentra actualmente en ningún otro lugar de la tierra.
Los Everglades son un humedal subtropical localizado en el sur de Florida, de gran importancia ecológica. Los inmigrantes a la región que querían desarrollar plantaciones primero propusieron drenar los Everglades en 1848, pero no se intentó ningún trabajo de este tipo hasta 1882. Los canales se construyeron durante la primera mitad del siglo XX y estimularon la economía del sur de la Florida, lo que provocó el desarrollo de la tierra. En 1947, el Congreso formó el Proyecto de control de inundaciones del centro y sur de Florida, que construyó 1400 millas (2300 km) de canales, diques y dispositivos de control de agua. El área metropolitana de Miami creció sustancialmente en este momento y el agua de los Everglades se desvió a las ciudades. Partes de los Everglades se transformaron en tierras de cultivo, donde el cultivo principal era la caña de azúcar. Aproximadamente el 50 por ciento de los Everglades originales se ha desarrollado como áreas agrícolas o urbanas.
Es un hábitat de diversas especies nativas y actualmente está protegida por el Parque nacional de los Everglades.

## Toponimia
El primer registro escrito de los Everglades fue en mapas españoles hechos por cartógrafos que no habían visto esta región. Le dieron el nombre de Laguna del Espíritu Santo a la zona desconocida entre las costas del Golfo y el Atlántico de Florida. El nombre en el tiempo del dominio español fue el de Cañaveral de la Florida, el cual permanece en Cabo Cañaveral. El actual nombre en inglés significa literalmente eternos verdes claros resignificado una zona pantanosa de la tierra que está en su mayor parte anegada y cubierta de hierba alta. El nombre en inglés es un calco del nombre histórico utilizado en Mikasuki, el idioma indígena local; la comunidad indígena local llama a los Everglades «Cá-ha-ya-tlé», que significa aproximadamente lo mismo que el nombre en inglés. Para algunos especialistas, los Everglades no son un pantano propiamente dicho sino una especie de gran ancho arroyo ya que sus aguas dulces no están estancadas sino que fluyen lentamente de norte a sur constantemente entre cañaverales y árboles.

## Clima
El clima del sur de Florida se encuentra a través de la amplia zona de transición entre el clima subtropical y tropical. Como la mayoría de las regiones con este tipo de clima, hay dos estaciones básicas: una «estación húmeda» (invierno) que se extiende desde noviembre hasta abril, y una «estación seca» (verano), que se extiende desde mayo hasta octubre. Alrededor del 70% de la precipitación anual en el sur de Florida se produce en la temporada de lluvias, a menudo como breves pero intensos aguaceros tropicales. La estación seca ve poca lluvia y la humedad es a menudo muy baja. La estación seca puede ser severa, pudiéndose generar incendios forestales en esta época.
El rango anual de temperaturas en los Everglades es bastante pequeño, que van desde una temperatura media mensual de alrededor de 18 °C en enero a 29 °C en julio. Las altas temperaturas en la temporada caliente y húmeda (verano) por lo general superan los 32 °C. Las precipitaciones medias anuales son de aproximadamente 160 cm, siendo en la zona costera del este donde se registra la mayor parte de la precipitación.